# Columbus (Dakota du Nord)
Pour les articles homonymes, voir Columbus.
La ville américaine de Columbus est située dans le comté de Burke, dans l’État du Dakota du Nord. Lors du recensement de 2010, sa population s’élevait à 133 habitants.

## Histoire
Columbus a été fondée en 1906. Comme la localité voisine de Larson, elle tient son nom de Columbus Larson, un maître de poste des origines de la région.

## Démographie
| 1910 | 1920 | 1930 | 1940 | 1950 | 1960 |
| ---- | ---- | ---- | ---- | ---- | ---- |
| 225  | 332  | 516  | 506  | 525  | 672  |

| 1970 | 1980 | 1990 | 2000 | 2010 | - |
| ---- | ---- | ---- | ---- | ---- | - |
| 465  | 325  | 223  | 151  | 133  | - |

## Source
- (en) Cet article est partiellement ou en totalité issu de l’article de Wikipédia en anglais intitulé « Columbus, North Dakota » (voir la liste des auteurs).